# Strönningsvik
Strönningsvik este o arie protejată (arie specială de conservare — SAC, sit de importanță comunitară — SCI) din Suedia întinsă pe o suprafață de 29 ha, integral pe uscat.

## Localizare
Centrul sitului Strönningsvik este situat la coordonatele 60°28′34″N 18°01′11″E / 60.476°N 18.0198°E.

## Înființare
Situl Strönningsvik a fost declarat sit de importanță comunitară în iulie 2000 pentru a proteja 2 specii de plante și 1 specie de animale. Situl a fost protejat și ca arie specială de conservare în martie 2011.

## Biodiversitate
Situată în ecoregiunea boreală, aria protejată conține 5 habitate naturale: Mlaștini turboase de tranziție și turbării mișcătoare, Ape puternic oligomezotrofe cu vegetație bentonică cu Chara spp., Taiga vestică, Mlaștini alcaline, Mlaștini împădurite.
La baza desemnării sitului se află mai multe specii protejate:
- plante (2): papucul doamnei (Cypripedium calceolus), moșișoare (Liparis loeselii)
- nevertebrate (1): Vertigo geyeri